# Endimión durmiente (Canova)
Endimión durmiente es una escultura de Antonio Canova ejecutada entre 1819 y 1822 y conservada en la colección de Devonshire en Chatsworth House. El yeso, sin embargo, se conserva en la Gipsoteca canoviana de Possagno.
En mayo de 1819, William Cavendish, sexto duque de Devonshire, encargó una escultura al artista sin especificar el tema. Una de las últimas obras del autor, el mármol fue terminado en septiembre de 1822, llegando a Londres en el verano del año siguiente precedido por la noticia de la muerte del artista.
El pastor aparece desnudo sumergido en el sueño con el brazo derecho levantado por encima de la cabeza, tumbado sobre una clámide mientras sostiene en la otra mano con delicadeza dos dardos que sugieren la caza mientras un perro tendido a sus pies vela por él. La idea de una figura reclinada ya había sido tratada por el artista en los bocetos de la Ninfa durmiente, que tiene fuertes afinidades con Endimión en términos de pose, y en la Magdalena yacente, en la que aparece retratada con los ojos vueltos hacia el cielo, absorta y acostada sobre una roca al igual que Endimión. A la hora de elegir el tema, parece que Canova tuvo en cuenta los gustos del duque; el cliente, de hecho, había mostrado gran admiración por los genios de las tumbas de Clemente XIII y María Cristina de Austria.
Quatremère de Quincy notó algunas similitudes en la pose de Endimión con la figura del río Iliso en el frontón occidental del Partenón que el artista había visto en Londres en 1815 y del cual había hecho traer un molde de yeso a Roma. Fue notable el éxito que obtuvo la escultura, debido a la blanca suavidad de la pulida superficie corporal que contrasta con la rugosidad de la roca gris sobre la que yace el joven.